# ازدواج در کره
ازدواج در کره شباهت زیادی به شیوه‌ها و انتظارات ازدواج در جوامع دیگر دارد. شیوه‌های مدرن ازدواج، ترکیبی از سنت‌های هزاران ساله و تأثیرات جهانی است.

## ازدواج در کره پیشامدرن
رواج زندگی در خانه مادرزن در کره از دوره گوگوریو آغاز شد، تا دوره گوریو ادامه پیدا کرد و در اوایل دوره چوسان به پایان رسید. ضرب‌المثل معروف کره‌ای که می‌گوید «وقتی مردی ازدواج می‌کند، وارد جانگ‌گا (خانه پدرزنش) می‌شود»، از دوره گوگوریو نشأت می‌گیرد.

### ازدواج در دوره گوریو (۹۱۸–۱۳۹۲)
در دوره گوریو، ازدواج‌ها عمدتاً بر اساس ملاحظات سیاسی و اقتصادی، حداقل در میان طبقه اشراف، انجام می‌شد.
پادشاه ته‌جو، بنیان‌گذار سلسله گوریو، ۲۹ ملکه داشت که از طریق آن‌ها با دیگر خانواده‌های اشرافی اتحاد برقرار کرد. با این حال، او تمام دخترانش به جز دو نفر را به برادران ناتنی‌شان ازدواج داد، به جای اینکه از آن‌ها برای تقویت و تأیید اتحادها استفاده کند. این استراتژی توسط جانشینان او ادامه پیدا کرد. رسم ازدواج دختران سلطنتی با برادران ناتنی تحت فشار امپراتوری مغول متوقف شد و خانواده‌های سلطنتی مغول و کره‌ای شاهزاده‌خانم‌ها را مبادله کردند. پادشاهان گوریو با شاهزاده‌خانم‌های دودمان یوان (امپراتوری مغول) ازدواج کردند، که این روند از ازدواج پادشاه چونگ‌نیول با یکی از دختران قوبلای خان آغاز شد. ازدواج‌های فامیلی در اوایل دوره گوریو رایج بود و اشراف غیر سلطنتی نیز دختران خود را به برادران ناتنی از مادران مختلف می‌دادند. با این حال، ازدواج‌های هم‌خونی به تدریج ممنوع شد، زیرا فرزندان چنین ازدواج‌هایی از دستیابی به شغل‌های دولتی منع شدند و بعدها به عنوان ازدواج‌های نامشروع شناخته شدند، اما باوجود این تحریم‌ها، این نوع ازدواج‌ها همچنان ادامه داشت.

### ازدواج در دوره چوسان (۱۳۹۲–۱۹۱۰)
تفکیک‌هایی در ابتدای دوره چوسان معرفی شد که از امپراتوری چین فئودالی الهام گرفته شده بود. در آن زمان، همسران اول و دوم از هم متمایز می‌شدند تا خط جانشینی روشن شود. یکی از معیارهای اصلی برای همسر اول این بود که او باید به عنوان یک باکره وارد خانواده شوهرش می‌شد و در صورتی که با نجیب‌زادگان ازدواج می‌کرد، نباید از نسل طبقات پایین می‌بود. در آغاز این قانون، نجیب‌زادگان مجبور بودند یکی از همسران متعدد خود را به عنوان همسر اول انتخاب کنند. به تقلید از قانون جزایی مینگ، همسران اول نمی‌توانستند برای همسر دیگری طلاق بگیرند و رتبه‌بندی همسران نمی‌توانست تغییر کند. هدف از این اصلاحات، واضح‌تر کردن تفاوت‌های اجتماعی در جامعه بود. از آن زمان به بعد، نخبگان معمولاً همسر اول خود را از خانواده‌های یانگ‌بان انتخاب می‌کردند و همسران دوم خود را از طبقات پایین‌تر برمی‌گزیدند، که باعث تقویت تمایز میان اشراف یانگ‌بان و مردم عادی می‌شد.

## ازدواج در کره جنوبی
️در حال حاضر، ازدواج در کره جنوبی محدود به افراد از جنس مخالف است، زیرا ازدواج‌های همجنس‌گرا هنوز به رسمیت شناخته نمی‌شوند. افراد بالای ۱۸ سال می‌توانند با رضایت والدین یا قیم خود ازدواج کنند. در غیر این صورت، سن قانونی برای ازدواج در کره جنوبی ۲۰ سال در سن کره‌ای (۱۹ سال در سن بین‌المللی) است. سن قانونی برای فعالیت جنسی ۱۶ سال است. کره جنوبی همچنین «ازدواج‌های دِ فکتو» را به رسمیت می‌شناسد، که معادل «ازدواج‌های کامن لا» است، برای زوج‌هایی که ازدواج خود را به‌طور رسمی ثبت نکرده‌اند، اما یکی از شرایط زیر را دارند: ۱. رابطه‌شان را به‌طور عمومی مشابه یک ازدواج اعلام کرده‌اند، ۲. یک مراسم ازدواج عمومی برگزار کرده‌اند، یا ۳. به‌طور مشترک زندگی می‌کنند به گونه‌ای که مانند زوج‌های متأهل به نظر می‌رسند.

## برای مطالعهٔ بیشتر
- Norimitsu Onishi, Divorce in South Korea Striking a New Attitude, The New York Times, ۲۱ سپتامبر ۲۰۰۳
- Dennis Hart (2003). From Tradition to Consumption: Constructing a Capitalist Culture in South Korea. Seoul: Author. ISBN 978-89-88095-44-7.
- Kendall, Laurel (1996). Getting Married in Korea: Of Gender, Morality, and Modernity. University of California Press. ISBN 978-0-520-20200-9.